# أكاديمية المنهل الجامعية للعلوم
أكاديمية المنهل الجامعية للعلوم هي مؤسسة علمية تقوم على التخطيط الاستراتيجى، وتهدف  إلى تقديم الخدمة العلمية لإنسان السودان.

## برامج الاكاديمية
تقدم اكاديمية المنهل للعلوم البرامج الدراسية الاتية:
- الطب البشري
- طب الاسنان
- المختبرات الطبية
- الهندسة المدنية
- هندسة الاتصالات-القدرة والتحكم
- تقنية المعلومات
- نظم المعلومات الادارية
- الاقتصاد[2]

## انظر ايضاً
- التعليم في السودان

## وصلات خارجية
- موقع الاكاديمية الرسمي
- زارة التعليم العالي